# معلم مساعد
يشير مصطلح معلم مساعد - يُعرف أيضًا باسم مساعد مهني أو مساعد تربية أو مساعد تعليمي أو مساعد تربوي أو معاون مدرس أو مساعد الفصل - إلى منصب متعلق بـالتعليم في المدرسة، وهو مسئول بشكل عام عن تقديم مساعدة خاصة أو مركزة لـالطلاب في المدارس الابتدائية والمدارس الثانوية. انظر أيضًا مدرس مساعد.
لا تمتلك بعض الدول تعريفًا ثابتًا لوظيفة «المعلم المساعد»، وربما تستخدم بعض هذه الدول كل هذه المصطلحات المذكورة أعلاه، والبعض الآخر منها يستخدمها بالتبادل.

## حسب البلد
يتم تعيين المعلمين المساعدين بشكل واسع في المدارس بالولايات المتحدة وكندا وبعض دول أوروبا.
وفي إنجلترا وويلز، فإن المصطلح المستخدم لوصف المعلم المساعد هو مساعد التدريس (TA). وفي السنوات الأخيرة، وضعت لوائح تتيح للمدرسين تفويض بعض مهامهم إلى مساعديهم في التدريس. ويمكن لمساعدي التدريس في إنجلترا وويلز التقدم للالتحاق بمنصب المساعد الأعلى في التدريس (HLTA) وهو ما يفرض عليهم توثيق طرق عملهم التي تتوافق مع مجموعة من المعايير المحددة. ويمكن للعاملين في هذا المنصب العمل بدلاً من المدرسين و (عندما يكون مناسبًا) الإشراف على مساعدي التدريس الآخرين. تستخدم أسكتلندا المصطلح 'مساعد الفصل' بدلاً من 'مساعد التدريس'؛ حيث إن التدريس هناك ليس جزءًا من مسئوليات المساعد.
أما في كندا، فهم معروفون باسم المساعدين التربويين للتركيز على دورهم في تعليم الطلاب ذوي الاحتياجات الخاصة.
وفي اليابان، يُطلق على الأجانب من أصحاب اللغة الأصلية الذين يتم تعيينهم كمعلمين مساعدين للغات (الإنجليزية في المقام الأول) اسم مدرس لغات مساعد، وهناك منصب يشبه هذا المنصب في ألمانيا ويُعرف باسم مساعد اللغة الأجنبية.

## الواجبات
يقوم المعلمون المساعدون بشكلٍ عام بمساعدة المدرسين في الفصل أو الإشراف على الطلاب خارج فصولهم أو توفير دعمٍ إداري للتدريس. وتتراوح واجبات الوظيفة بين القيام بالتزامات مناصب التدريس وبين تدعيم المنهج الدراسي العادي للفصل بأنشطة إضافية ثرية للطلاب. وتتضمن بعض المناصب الأخرى تقديم وسائل المساعدة في الفصول، والمساعدة في التعليم الخاص والمساعدين الفنيين بمكتبة المدرسة والمعلمين.
يعمل المعلمون المساعدون مباشرةً مع الطلاب، وفي هذه الحالة قد ينصتوا إلى الطلاب وهم يتمرنون على القراءة بصوتٍ مرتفع، ويساعدوا الطلاب على فهم فروضهم وإنهائها، أو مساعدة الطلاب ذوي الاحتياجات الخاصة.
يوكّل إلى الكثير من المعلمين المساعدين الإشراف على مجموعةٍ من الطلاب أثناء تناول الطعام أو اللعب بالخارج أو في الرحلات الميدانية. ويمكن أن يوكل إليهم القيام بالعمل كموظفين لدى المدرس، وفي هذه الحالة يقومون بتقدير الفروض وتسجيل الحضور والنتائج وتجهيز المعدات والمساعدة في تجهيز المواد اللازمة للتدريس كنسخ أوراق العمل على سبيل المثال.
يعمل الكثير من مساعدي المدرسين بشكل أساسي أو حصري مع الطلاب ذوي الاحتياجات الخاصة في التعليم. وتتنوع واجباتهم طبقًا لاحتياجات الطلاب، فيمكن أن تتضمن العناية البدنية للطلاب غير القادرين على الاهتمام بأنفسهم (مثل التغذية أو الرفع أو الحركة أو التنظيف) أو إدارة السلوكيات أو المساعدة الأكاديمية.
ويتطور دور المعلم المساعد بشكلٍ دائم. فاليوم وأكثر من أي وقتٍ مضى، يُدرِّس المعلمون المساعدون الدروس ويعملون في مجموعاتٍ صغيرة للمعالجة ويتولون قيادة النوادي أو الرياضات غير المدرسية؛ فلم يعد المربي المساعد يقوم ببساطة بدور «مساعد المدرس» كما كان الحال في الماضي.

## المتطلبات
تتنوع متطلبات الالتحاق بمهنة المعلم المساعد بشكلٍ كبيرٍ، وعادةً ما تتراوح بين شهادة الدراسة الثانوية أو شهادة تطوير التعليم العام (G.E.D) أو سنتين من الدراسة في كلية أو شهادة جامعية. قد تتطلب بعض المناصب الخبرة، وخاصةً عندما يكون المنصب هو مساعد يؤدي دورًا تعليميًا مثل التعليم الخاص وتدريس اللغة الإنجليزية كلغة ثانية.

### التنظيم
في الولايات المتحدة، يتطلب قانون عدم إهمال أي طفل الفيدرالي أن يكون المعلمون المساعدون على «درجة عالية من الكفاءة». ويُترَك تعريف الدرجة العالية من الكفاءة إلى كل ولاية، وذلك على غرار الطرق المتبعة لقياس الكفاءة. وأصدرت وزارة التعليم بالولايات المتحدة مبادئ توجيهية بخصوص المعلمين المساعدين الذين يقعون تحت البند الأول من القانون الفيدرالي. وطبقًا لوزارة التعليم بالولايات المتحدة، يتضمن «المعلمون المساعدون الذي يقدمون دعمًا تعليميًا» هؤلاء الذين
1. يقدمون تدريسًا لشخصٍ واحد في حالة عدم قدرة الطالب على التعلم على يد المدرس،
2. يساعدون في إدارة الفصل، عن طريق تنظيم المواد الدراسية مثلا،
3. يقدمون مساعدة تعليمية في معمل الحاسب الآلي،
4. ينظمون أنشطة تتضمن مشاركة الوالدين،
5. يقدمون دعمًا تعليميًا في المكتبة أو مركز الوسائط،
6. يعملون كمترجمين، أو
7. يقدمون خدمات الدعم التعليمي تحت الإشراف المباشر لمدرسٍ ذي كفاءة عالية.[4]

### الشهادات
تعرض بعض الدوائر القضائية شهادات لبعض المعلمين المساعدين أو تشترط الحصول عليها. بينما تشترط دوائر أخرى اجتياز المعلم المساعد الذي يعمل بعقد لأحد الاختبارات.
وعادةً ما تكون شهادة المعلم المساعد عبارة عن شهادة تفيد اجتياز المعلم لأحد الاختبارات وبالتالي يمكنه أداء المهمة التي تتطلب معرفة شاملة في المجال، ولكن لا تتطلب شهادة جامعية أو ترخيصًا للتدريس. وقد تتضمن المجالات التي قد يعمل بها المعلم أية مجالات خاصة بالتعليم مثل مدرس تطوير التعليم العام أو مدرس بديل بمدرسةٍ أو مُدرس بمدرسة ثانوية أو مدرس لما بعد المدرسة أو مدرس بالمنزل أو مدرس بنظام الساعات المعتمدة أو مدرس للتعليم المستمر أو أي مجال للتعليم الخاص يمكن أن يكون متعلقًا (ولكن ليس مقصورًا على) بالتدريس وتقديم أية احتياجات للطالب.

### الرواتب
وفقًا لسجلات مكتب إحصائيات العمل المعني بإحصائيات الوظائف المشغولة، يجني مساعدو المدرسين مرتبًا متوسطه 25,270 دولارًا. ويجني مساعدو المدرسين في المدارس الابتدائية والثانوية مرتبًا متوسطه 25,490 دولارًا، بينما يجني مساعدو المدرسين العاملين في خدمات العناية النهارية بالأطفال أقل من ذلك ويجني مساعدو المدرسين العاملين في التعليم العالي أكثر من ذلك.

## التعليم الخاص
يستخدم المعلمون المساعدون كثيرًا للمساعدة في دعم الطالب/الطلاب في بيئات التعليم الخاص. وتنطوي أدوار المعلمين المساعدين في هذا المجال على العمل مع العديد من الأطفال ذوي الإعاقات المختلفة منها صعوبات التعلم والاضطراب الانفعالي واضطرابات طيف التوحد وقصور الانتباه وفرط الحركة (ADHD) والشيزوفرنيا والإعاقة في النمو واضطرابات التواصل. وقد يعمل المعلمون المساعدون في فصول خاصة أو حجرات موارد أو يقومون بدورهم كمساعدين ضمنيين فيقومون باصطحاب الطلاب كل على حدة خلال يومهم. وقد يُطلب منهم عند قيامهم بهذه الأدوار الحصول على تدريب متخصص في إدارة السلوكيات والتهدئة والحواجز الشخصية المهنية وأحيانًا الكبح الجسدي.

## وصلات خارجية
- CEC Paraeducator Job Profile نسخة محفوظة 23 مارس 2010 على موقع واي باك مشين.